# Oggetto (psicologia)
Nella psicodinamica, un oggetto è l'obiettivo finale di un investimento libidico, attraverso il quale un individuo riesce a scaricare la propria pulsione, raggiungere piacere o più generalmente stabilire una qualsiasi forma di relazione.

## Definizione dioggetto
Un oggetto può dunque essere una persona (o parte di essa), ma anche un oggetto inanimato, costrutti mentali e rappresentazioni ideali di persone o cose. Malgrado non esista una definizione univoca di oggetto, data soprattutto la vastità dei diversi modelli psicodinamici, si può fare affidamento sull'idea di oggetto come qualsiasi cosa o persona con cui un individuo entri in relazione. Ciò che differisce fra le varie teorie è piuttosto un'indicazione sulla sua funzione, strettamente legata alle ipotesi sul concetto di libido. 

### L'oggetto nella psicoanalisi
Nell'accezione psicoanalitica, un oggetto è un correlato della pulsione. Ciò significa che l'oggetto "attira" la pulsione allo scopo di indurla a scarica, è lo strumento di cui si serve l'Io per risolvere l'eccitazione o per ricevere piacere o gratificazione.

### L'oggetto nella teoria delle relazioni oggettuali
Punti di vista più "relazionali" (teoria delle relazioni oggettuali) della psicoanalisi classica considerano l'oggetto come correlato dell'amore/odio: in questo senso l'oggetto rappresenta la relazione, a partire dal rapporto tra individuo e la totalità dell'ambiente esterno.

## Oggetto esterno ed interno, oggetto parziale e Oggetto Sé
La forma più comune di oggetto è senza dubbio una persona che la Psicologia definisce significativa, come un genitore, un fratello o una persona amata. Si tratta di una persona intera, esistente nella realtà ambientale, investita dall'individuo di profondi sentimenti e oggetto di processi mentali. 
La stessa persona significativa può costituire un oggetto interno, la rappresentazione psichica dell'oggetto esterno, sulla quale l'individuo fa affidamento anche in assenza della persona "reale". Questo oggetto naturalmente è obiettivo di forti investimenti affettivi che finiscono col trasformarlo rispetto all'"originale", ad esempio idealizzandolo, o svalutandolo, o attribuendo ad esso caratteristiche proprie anziché dell'altro. 

### Oggetto parziale
L'oggetto parziale è una parte dell'oggetto di relazione. Nella teoria kleiniana, il primo oggetto parziale è il seno materno, che per i primi mesi di vita del bambino rappresenta il principale e "onnipotente" oggetto di relazione. Il bambino molto piccolo non sarebbe in grado di integrare la madre e il suo seno, a causa della mancanza di una competenza percettiva che acquisirà più avanti nello sviluppo. Nell'accezione originaria, l'oggetto parziale seno è a sua volta diviso nella dimensione affettiva, con una parte solo buona ed un'altra solo cattiva, divisione tipica della polarizzazione degli affetti conseguente ad una scissione.

### Oggetto-Sé
Il termine oggetto-sé sta ad indicare il ruolo svolto da un oggetto di relazione a beneficio dei principali bisogni narcisistici del Sé: gemellarità, specularità e idealizzazione (si veda l'opera di Heinz Kohut). In questo senso l'oggetto-sé è la rappresentazione della funzione che l'oggetto svolge in favore del Sé, che gratifica i bisogni primari anche nella vita adulta.